# Голодовка в Астрахани
Голодовка в Астрахани — продолжавшаяся с 16 марта по 24 апреля 2012 года акция протеста, организованная бывшим кандидатом в мэры г. Астрахань Олегом Шеиным и группой его сторонников против результатов выборов мэра Астрахани, проводившихся 4 марта 2012 года (одновременно с выборами Президента России), на которых, по официальным данным, выиграл представитель партии «Единая Россия» Михаил Столяров (а представитель партии «Справедливая Россия» Олег Шеин занял второе место), и по их заявлениям сфальсифицированных. Акция вызвала резонанс в политических кругах и в средствах массовой информации.

## Контекст акции
Досрочные выборы мэра Астрахани были назначены в связи с прекращением полномочий Сергея Боженова, который по итогам выборов в Государственную Думу 4 декабря 2011 г. получил депутатский мандат (впоследствии ушёл и из Государственной Думы, согласившись на назначение губернатором Волгоградской области). Выборы мэра Астрахани проводились 4 марта 2012 года одновременно с выборами Президента России, в связи с чем процесс подсчёта голосов записывался на видеокамеры, установленные в помещения для голосования по поручению Председателя Правительства Владимира Путина. Согласно официальным результатам подсчёта голосов, представитель партии «Единая Россия» Михаил Столяров получил около 60 процентов голосов и избран на должность мэра, а представитель партии «Справедливая Россия» Олег Шеин получил около 30 процентов голосов.
Олег Шеин не признал результаты выборов и заявил о многочисленных нарушениях при подсчёте голосов, зафиксированных наблюдателями. Кроме того, Шеин отметил что на большинстве участков, оборудованных комплексами обработки избирательных бюллетеней (КОИБ), а также по данным экзит-полов он опередил Столярова. Для того, чтобы добиться отмены результатов выборов, Шеину следовало обратиться в суд и доказать нарушения более чем на 51 избирательном участке, однако по его мнению обращение в суд не имело перспективы без записей с видеокамер. Результаты предыдущих выборов в 2009 году, в которых Шеин тоже принимал участие, были, по его мнению, также сфальсифицированы, однако обращение в суд не привело к результату. Помимо фальсификации результатов выборов Шеин заявлял о высокой криминализированности города и должностных лиц городской администрации:
Это не тема выборов, это тема свободы города. Если бы были классические выборы: один кандидат, другой — да и черт с ними. Вопрос в ином: в Астрахани сформирована криминальная система. Есть власть, которая представляет собой организованную преступную группировку. У нас в городе на сегодня из 500 тыс. человек работу имеют только 130 тыс. Еще в 2006 году покойная Анна Политковская, по моей просьбе приезжавшая в Астрахань, писала статью «Выжигание по живому»: как в городе сожгли 60 домов под коммерческую застройку, погибли 28 человек.

## Хронология событий
- 16 марта (1 день): бывший кандидат на пост мэра Астрахани Олег Шеин и группа его сторонников объявили бессрочную голодовку с требованием о проведении повторных выборов; штаб голодающих расположился в общественной приёмной на Советской улице.
- 18 марта (3 день): лидер партии «Справедливая Россия» Сергей Миронов обратился к президенту России Дмитрию Медведеву с просьбой разобраться в ситуации с нарушениями на выборах мэра Астрахани, где, по его сведениям, 11 человек начали голодовку за отмену итогов голосования[4];
- 19 марта (4 день): Олег Шеин сообщил, что одна участница акции (71-летняя женщина) госпитализирована и не может более принимать участие в акции, её место занял другой активист, общее количество участников акции составляет 12 человек[5];
- 20 марта (5 день): Управление МВД по Астраханской области взяло общественную приёмную «Справедливой России» с голодающими под охрану; по словам Олега Шеина местные власти интереса к акции не проявляют[6];
- 23 марта (8 день): ситуация в Астрахани обсуждалась в Государственной Думе; спикер Сергей Нарышкин сообщил о формировании рабочей группы из 4 депутатов, которая выедет в Астрахань для того, чтобы разобраться в ситуации на месте[7]; количество участников голодовки возросло до 18 человек;
- 24 марта (9 день): межфракционная группа депутатов Государственной Думы встретилась с голодающими, предложив им приостановить акцию протеста и обратиться в суд; Олег Шеин отказался обращаться в суд до получения записей процесса подсчёта голосов с установленных в помещениях для голосования веб-камер, по его информации в ЦИК России поступили видеозаписи с 16 из 122 участков, и ими заинтересовался Следственный комитет[8];
- 26 марта (11 день): Совет при президенте РФ по развитию гражданского общества и правам человека принял специальное заявление по ситуации в Астрахани, призвав привлечь к ней внимание всех ветвей власти;[9]:

Невозможно — ни по моральным соображениям, ни по правовым, ни по соображениям политической целесообразности — игнорировать сигналы о массовых нарушениях избирательных прав граждан, вынудивших людей прибегнуть для защиты своих законных интересов к крайней мере ненасильственного сопротивления — голодовке протеста
- 30 марта (15 день): участники акции начали публикацию доступных им записей веб-камер, работавших на избирательных участках; по словам Олега Шеина он располагает записями с 17 участков из 120 запрошенных; на всех записях обнаружены нарушения закона; в акции участвуют 22 человека, из них 7 — с самого начала, остальные — порядка 8-10 дней[10];
- 31 марта (16 день): лидеры партии «Справедливая Россия» Сергей Миронов и Николай Левичев приняли участие в митинге у здания городской администрации в поддержку голодающих, численность участников митинга составила примерно 250 человек[11], полиция в происходящее не вмешивалась;
- 6 апреля (22 день): штаб голодающих посетили представители Лиги избирателей — врач паллиативной медицины Елизавета Глинка (известная как «Доктор Лиза»), тележурналист Леонид Парфёнов и координатор общественного движения Общество синих ведёрок Пётр Шкуматов[12], после переговоров Глинки и Парфёнова с голодающими из акции были выведены 5 из 22 человек[13];
- 8 апреля (24-й день): лидер голодающих Олег Шеин отрицает информацию о критическом состоянии голодающих; по его словам все участники голодовки контролируют свою состояние и при наличии показаний выводятся из акции[14]

- 9 апреля (25-й день): у представительства правительства Астраханской области прошла акция протеста в поддержку голодающих[15]; оппозиционный политик Алексей Навальный вылетел в Астрахань, призвав своих сторонников из разных регионов также ехать в Астрахань и дожидаться там развязки.
- 10 апреля (26-й день): в центре Астрахани собрались, по разным данным, от 600 до 1500 человек (в том числе Олег Шеин и Алексей Навальный) и попытались прорваться к зданию избирательной комиссии сквозь полицейские кордоны, а также установить в городе палатки[16][17]. Представители партии «Справедливая Россия» провели переговоры с губернатором области Александром Жилкиным и объявили о том что Жилкин высказался за перевыборы (при условии достижения договорённостей со Столяровым); чуть позже Жилкин опроверг это сообщение и высказался против перевыборов; Столяров также отказался инициировать перевыборы и заявил, что уйдёт с поста только по решению суда; Генеральная прокуратура рассмотрела материалы, связанные с выборами, и нашла несколько нарушений, которые посчитала незначительными и не влияющими на итоги выборов;
- 11 апреля (27-й день): ЦИК России рассмотрела жалобу Шеина и не нашла оснований для пересмотра результатов выборов; Фракция «Справедливая Россия» покинула заседание Государственной Думы после ответа председателя Правительства Владимира Путина на вопрос депутата Елены Драпеко о ситуации в Астрахани, чуть позже лидер фракции Сергей Миронов вернулся в зал и сообщил о том, что фракция получила записи со всех 203 участков на материальном носителе и готова подать в суд[18].
- 12 апреля (28-й день): Олег Шеин и Владимир Чуров по телефону договорились о просмотре видеозаписей процедуры пересчёта голосов, после чего Шеин согласился смягчить режим голодовки и демонстративно выпил стакан сока; в Астраханской областной Думе состоялись слушания по выборам 4 декабря, в которых приняли участие сам Олег Шеин, а также лидер партии Справедливая Россия Сергей Миронов; позднее Шеин объявил, что поскольку его жест был истолкован как слабость, а не как шаг навстречу и в связи с задержанием распространителей листовок в городе, он возобновляет голодовку в прежнем режиме[1];
- 13 апреля (29-й день): акцию протеста провели около 500 водителей маршрутных такси, оставшиеся без работы из-за прекращения контракта; Михаил Столяров и Олег Шеин, прибывшие к ним на переговоры, устроили перебранку[19]
- 14 апреля (30-й день): в Астрахани состоялись две массовые акции: в 11 часов в поддержку Михаила Столярова на площади у памятника Кирову[20], а в 17 часов — акция в поддержку Олега Шеина, в которой приняли участие по разным оценкам до 8000 человек[21] — астраханцев и гостей из других городов, в числе которых были депутаты-эсеры Сергей Миронов, Николай Левичев, Илья Пономарёв, Дмитрий Гудков, оппозиционеры Алексей Навальный и Илья Яшин, телеведущая Ксения Собчак; в город были стянуты силы МВД из Волгоградской области и Калмыкии[22][нет в источнике];
- 15 апреля (31-й день): одному из участников голодовки Михаилу Анисенко вызвали скорую помощь из-за проблем с почками; прибывшие врачи также взяли анализы у Олега Шеина и Елены Гребенюк и сделали им инъекцию глюкозы;
- 16 апреля (32-й день): Олег Шеин утром подал в Кировский районный суд заявление об отмене итогов мэра Астрахани, мотивируя его многочисленными нарушениями на участках всех районов города (приобщены материалы со 185 участков)[23], после чего вылетел в Москву для участия в просмотре записей с видеокамер на избирательных участках в ЦИК России;
- 17 апреля (33-й день): ночью в здании ЦИК Олег Шеин, Владимир Чуров, Сергей Миронов и Вячеслав Лысаков просматривали видеозаписи подсчёта голосов на выборах мэра Астрахани; со ссылкой на пресс-службу партии Справедливая Россия появилась информация о том что Шеину стало плохо и ему пришлось вызывать скорую помощь, пресс-служба ЦИК России не подтвердила эту информацию; днём Олег Шеин провёл пресс-конференцию в издании «Московские новости» и отправился обратно в Астрахань[24];
- 18 апреля (34-й день): Олег Шеин со ссылкой на видеозапись очевидца сообщил, что в Астрахань введены две колонны бронетехники; неизвестно, имела ли место подготовка к параду 9 мая, плановые передвижения дислоцированных неподалёку войск либо попытка запугать граждан; областное управление МВД категорически опровергает эту информацию[25][26].
- 24 апреля (40-й день): Олег Шеин, получив информацию об освобождении последнего из его сторонников, арестованных несколькими днями ранее, объявил о прекращении голодовки[27].

## Оценки акции
- РИА Новости: Оппозиционер Олег Шеин после четырех недель голодовки сумел не только привлечь внимание российской общественности к нечестным, по его мнению, выборам мэра Астрахани, но и фактически сделать свой город политической столицей России.[28]: Шеин так и не смог поставить под сомнение победу на выборах градоначальника Михаила Столярова; вместе с тем, благодаря своей акции он сумел превратиться в политика федерального масштаба[27]
- Татьяна Становая, «Политком. Ру»: Продолжающаяся более месяца голодовка представителя «Справедливой России» Олега Шеина, проигравшего, по официальным данным, выборы мэра Астрахани, становится новым испытанием для Кремля и персонально Владимира Путина, начинающего свой новый президентский срок с политических неприятностей[29].